# Jardín (Epicuro)

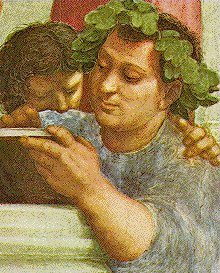
Detalle del filósofo Epicuro según Rafael en el fresco de La escuela de Atenas (Museos Vaticanos).

El Jardín (en griego: kêpos κῆπος; según Cicerón al latín: hortus) es el nombre de la escuela filosófica fundada por Epicuro en las afueras de Atenas, próxima a la Academia platónica, en el camino de El Pireo. Epicuro se estableció definitivamente en Atenas en el año 306 a. C. (cerca de esta fecha debió de fundar su Jardín) y permaneció aquí el resto de su vida. Para entonces, la ciudad había perdido la primacía política de la que gozaba en el período clásico. Desarrolló en el Jardín sus ideas de amor hacia el campo. Más que un verdadero jardín, su escuela se trataba de un huerto, un espacio rural ajeno a la ciudad, su ideal de vida oculta y su rechazo hacia los planteamientos intelectuales y políticos de la Academia platónica. La vida de la comunidad era sencilla y dependió en materia económica por contribuciones voluntarias. Los seguidores de Epicuro fueron conocidos como los filósofos del jardín o aquellos del jardín.

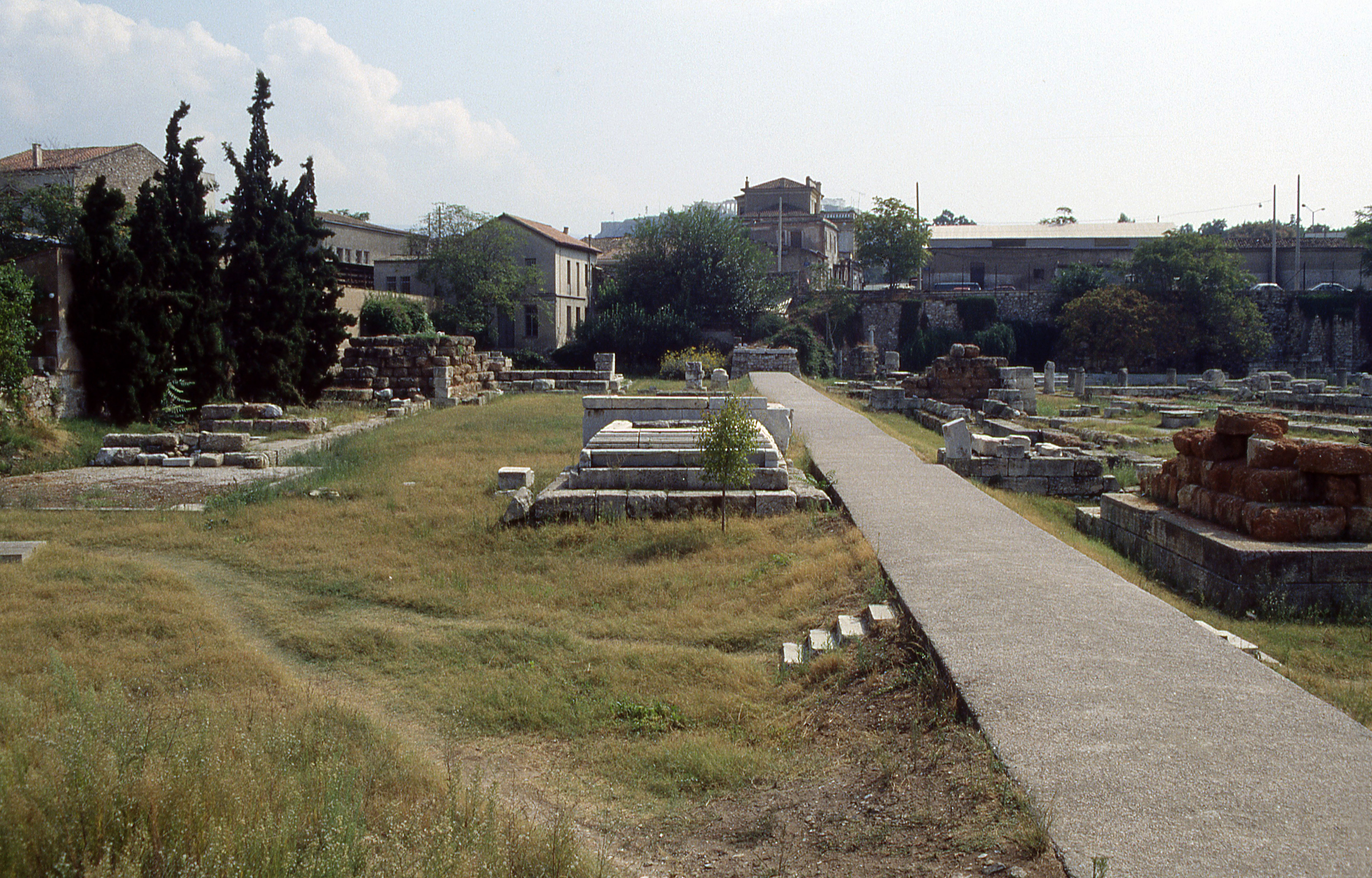
Puerta Dípilon de Atenas. Cicerón coloca la ubicación del Jardín en el camino hacia la Academia de Platón. Específicamente, indica que se llega a la Academia por una caminata de seis estadios (1100m) desde Dípilon.

El Jardín coexistió con los dos principales centros de enseñanza de la época: la Academia de Platón, fundada hacia el 387 a. C. al norte de la ciudad, en el olivar de Academos, y dirigida en tiempos de Epicuro por Crates de Triasio; y el Liceo de Aristóteles, fundado en el 335 a. C. y dirigido por Teofrasto, que se encontraba dentro de las murallas de la ciudad, en un gimnasio próximo al templo de Apolo Licio. El Jardín estaba a las afueras de la ciudad cerca de la Academia, en una propiedad agrícola junto al camino del puerto de El Pireo, donde el maestro organizó una comunidad que se sustentaba con el trabajo hortícola. Epicuro prefería vivir lejos del ambiente urbano, en un lugar relajado para la reflexión. Por el contrario, la escuela estoica nació en los soportales (stoa) del ágora de la Acrópolis, cuyos miembros intervenían en los asuntos políticos de la ciudad.
El Jardín ofrecía un lugar tranquilo, alejado del bullicio de la urbe, en el que tenían lugar desde charlas y convivencias hasta comidas y celebraciones (simposion). Se trataba pues, a diferencia de la Academia de Platón o el Liceo de Aristóteles, de un lugar más destinado al retiro intelectual en una comunidad fraternal que basada en la paideía, un libre discurso pedagógico-filosófico de confianza absoluta tanto frente al maestro como a los condiscípulos ‘para fomentar la comprensión del otro y la amistad (philía)’, en vez de un lugar dedicado a la investigación científica.
El deseo de hablar a una amplia gama de personas fue un aspecto importante de la escuela de Epicuro. Séneca registra una inscripción en la puerta del Jardín en la epístola XXI de las Cartas a Lucilio: «Extraño, tu tiempo será agradable aquí. En este lugar el mayor bien es el placer». Eran admitidas al Jardín personas de toda condición y clase, lo que llegó a ser causa de escándalo. Incluía a personas respetables, pero igualmente a gentes de vida disoluta. También a mujeres y a esclavos, lo que en aquella época constituía un hecho inusual para una escuela filosófica. La escuela epicúrea poseía un corte religioso a la hora de imitar el carácter semidivino de la vida ataráxica del maestro (el hombre divino, theios aner). Para Epicuro había tres tipos de personas: las autodidactas que llegan a la verdad sin ayuda de nadie; los que necesitan una ayuda, pero muy capaces de seguir, como Metrodoro; y los que pueden ser dirigidos al bien pero necesitan no solamente ayuda sino hasta coacción, como Hermarco. «Epicuro felicita al primero, pero admira más al segundo, porque aunque ambos lleguen al mismo fin, merecen mejor alabanza de haber hecho lo mismo con un carácter más difícil». El papel del maestro era análogo al de un médico para la felicidad. Por eso la escuela epicúrea dio vital importancia a la pedagogía. De Witt afirma que la escuela epicúrea estaba organizada según una jerarquía: los philosophoi (filósofos), los philologoi (escolarcas), los kathegetai (profesores), los synetheis (imitadores) y los kataskeuazomenoi, alumnos en ‘vías de preparación’ (el término griego kataskeuazomenoi es un precedente del término cristiano catecúmeno). Las enseñanzas epicúreas se transmitieron en diversos formatos como cartas, poemas, e inscripciones, para poder ser accesible a una amplia audiencia alfabetizada tanto en latín como en griego.
Epicuro impartió sus enseñanzas en el Jardín hasta su fallecimiento en el año 270 a. C., cuando tenía 72 años. Dejó la dirección de su escuela a Hermarco, quien había sido su discípulo en Mitilene antes de la fundación del Jardín y quien le acompañó fielmente desde entonces. Aminómaco fue el heredero de las propiedades de Epicuro con la condición de que le dieran el Jardín a Hermarco y a los demás epicúreos. De esta manera Epicuro, ciudadano ateniense, se asegura de que Hermarco y otros epicúreos no atenienses puedan permanecer en el Jardín, aunque no pueden heredar legalmente la propiedad. Su sucesor fue Polístrato el Epicúreo, quien fue el último sobreviviente en haber escuchado a Epicuro. A este sucedió Dionisio y Basílides. Otros epicúreos conocidos fueron Metrodoro, Leontion, Colotes, Poliano, Apolodoro, Zenón Sidonio, Demetrio, Orión, Fedro y Patrón.
Las comunidades epicúreas se extendieron desde Atenas hasta Rodas y Oriente Próximo. A diferencia del estoicismo, que tuvo un largo desarrollo doctrinal, el epicureísmo se mantuvo fiel a las enseñanzas de su fundador sin apenas cambios durante el paso del tiempo. Diógenes Laercio habló de epicúreos ‘verdaderos’ que llamaban ‘sofistas’ a otros epicúreos, lo que ha llevado  a considerar dos corrientes del Jardín: una que toleraba algún cambio doctrinal, y otra que lo criticaba.
Cuando Cicerón visitó Atenas en el 51 a. C. y el Jardín original de Epicuro en ruinas, el noble romano Memio —a quien el epicúreo Lucrecio dedicó su poema De la naturaleza de las cosas— había obtenido autorización del Areópago para utilizarlo como lugar de construcción honrando a Epicuro. Patrón escribió a Cicerón informado por Fedro de la situación y le pidió que interviniera y mantuviera «honor, deber, derecho testamentario, el mandato de Epicuro, la protesta levantada por Fedro, la morada, la morada, las huellas de hombres ilustres» (honorem, officium, testamentorum ius, Epicuri auctoritatem, Phaedri obtestationem, sedem, domicilium, vestigia summorum hominum sibi tuenda esse dicit). Se desconoce el resultado de la intervención.